# スタンダップコメディ

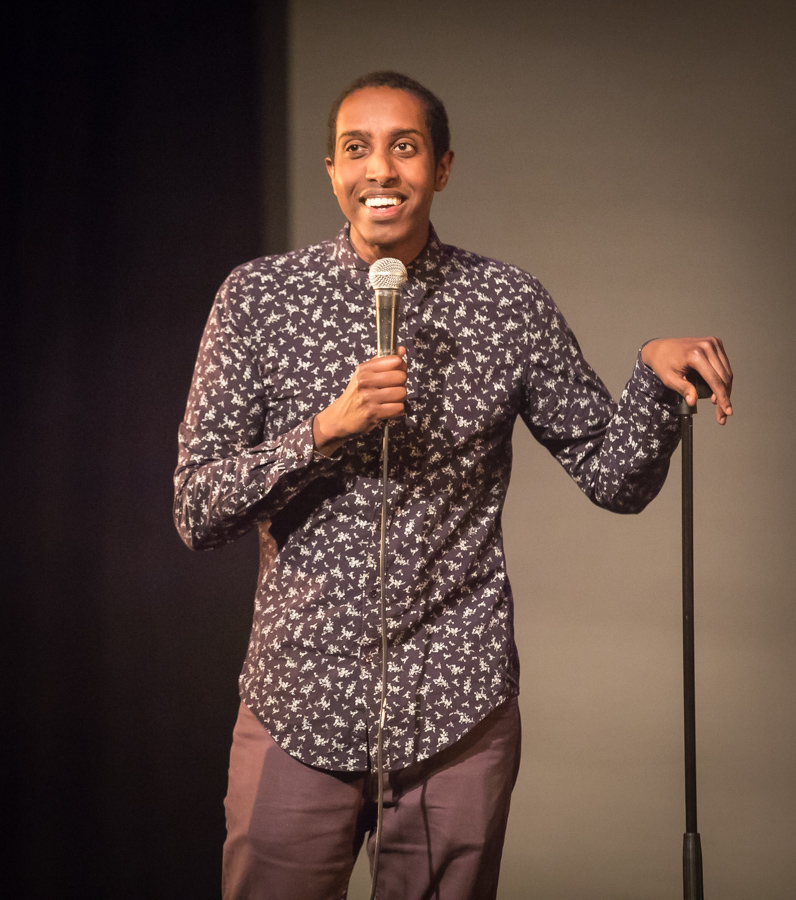
ステージに立つAhmed Mamow

スタンダップコメディ/スタンドアップコメディ（英：stand-up comedy）は、コメディ（即興話芸）の一つ。スタンダップコミック（スタンドアップコミック）やコミック、スタンダップ（スタンドアップ）とも呼ばれる。マイクを片手に立ちながらしゃべることが名称の由来だが、必ずしも立ったままでしゃべるとは限らない。
スタンダップコメディは、基本的に観衆との対話形式で進められるのが特徴である。よく似たものに「漫談」があるが、観客の反応を見ながらも一方的にしゃべる点が異なる。またスタンダップコメディの内容は、演者のモノローグや一行ジョークなどを組み合わせたものが多い。
スタンダップコメディアンの中には、小道具、音楽、手品を使用する者もいる。スタンダップコメディは、演じる者の架空の「延長」と見なされる「自由な形のコメディライティング」であるともいわれている。

## 概要
題材はユーモラスな物語やジョーク、人間観察、下ネタ、政治、宗教、人種差別など幅広く、演者が皮肉交じりにしゃべるのが特徴である。伝統的なジョークの形態と異なり、時として観客を不快にさせることがあるという点で「オルタナティヴコメディ」の一つとも言われる。
スタンダップコメディは企業のイベントやライブハウス、バー、パブ、ナイトクラブ、ニュー・バーレスク、大学、劇場などでよく行われる。テレビやインターネットなどのメディアを通じた頒布も行われる。
プロとしてスタンダップコメディを演じられるようになるためには、人々を頻繁に笑いに巻き込むテクニックなどを取得するのに10年以上はかかると言われている。
日本では海外で修行を積んだ清水宏が会長、ぜんじろうが副会長となって「日本スタンダップコメディ協会」を立ち上げ活動している。